# 马鬃岭镇
马鬃岭镇，是中华人民共和国湖南省常德市桃源县下辖的一个乡镇级行政单位。

## 行政区划
马鬃岭镇下辖以下地区：
马鬃岭社区、木槎桥村、三口堰村、平安村、刘炎村、兴庵村、双庆河村和理鸣村。